# Nyctemera maculosa
Nyctemera maculosa är en fjärilsart som beskrevs av Walker 1864. Nyctemera maculosa ingår i släktet Nyctemera och familjen björnspinnare. Inga underarter finns listade i Catalogue of Life.